# Choroba oczu Wysp Alandzkich
Choroba oczu Wysp Alandzkich (albinizm oczny typu Forsiusa-Erikssona, ang. Aland Island eye disease) – choroba genetyczna, jedna z postaci albinizmu. Na obraz choroby składają się hipopigmentacja dna oka, obniżona ostrość wzroku, oczopląs, astygmatyzm, postępująca krótkowzroczność i upośledzona adaptacja wzroku do ciemności. Choroba spowodowana jest mutacjami w genie CACNA1F w locus Xp11.23: dziedziczenie sprzężone jest z chromosomem X, chorują jedynie mężczyźni. Chorobę opisali Forsius i Eriksson w 1964 roku.